# الکساندر مرکل
آلِکساندٍر مرکل (قزاقی: Александр Меркель؛ زادهٔ ۲۲ فوریهٔ ۱۹۹۲) بازیکن فوتبال آلمانی‌تبار اهل قزاقستان است که در پست هافبک میانی بازی می‌کند.
مرکل که در قزاقستان از والدینی آلمانی‌تبار متولد شد، در ابتدا نماینده آلمان در ردهٔ ملی در سطح جوانان بود پ با سبحان رفیق صمیمیش در تیم ملی آلمان بازی میکرد . او در سال ۲۰۱۵ وفاداری خود را به قزاقستان تغییر داد و اولین بازی خود را در مرحله مقدماتی جام ملت‌های اروپا ۲۰۱۶ انجام داد.

## عملکرد باشگاهی

### سال‌های آغازین
مرکل که در قزاقستان از پدر و مادری آلمانی متولد شد و در سال ۱۹۹۸ در سن ۶ سالگی به آلمان نقل مکان کرد. او در آلمان فوتبال را قبل از اینکه در سن ۱۱ سالگی به اشتوتگارت بپیوندد، با تیم آماتور JSG Westerwald شروع کرد.

### آ.ث. میلان
مرکل در سال ۲۰۰۸ در سن ۱۶ سالگی به باشگاه ایتالیایی آ.ث. میلان پیوست. در دوران حضورش در سیستم جوانان میلان، او عضوی از تیم زیر ۲۰ سال بود که در سال ۲۰۱۰، دوباره پس از ۲۵ سال، قهرمان Coppa Italia Primavera شد.
مرکل اولین دعوت‌های خود را برای حضور در تیم بزرگسالان در طول فصل ۱۰–۲۰۰۹ دریافت کرد، اما او هرگز به میدان نرفت و نامش در لیست بازیکنان ذخیره قرار نگرفت. در آغاز فصل بعد، او در چند بازی تدارکاتی شرکت کرد و عملکرد خوبی از خود به نمایش گذاشت. مرکل در نهایت در ۸ دسامبر ۲۰۱۰ اولین بازی رسمی خود را برای تیم اصلی انجام داد و در بازی مرحله گروهی لیگ قهرمانان اروپا مقابل آژاکس به عنوان بازیکن ذخیره به میدان رفت. او همچنین در ۶ ژانویهٔ ۲۰۱۱ در دقیقهٔ ۷۵ مقابل تاتنهام جایگزین کوین پرینس بواتنگ شد. او همچنین اولین بازی خود را در سری آ انجام داد و در بازی مقابل کالیاری در ترکیب اصلی قرار گرفت. در ۲۰ ژانویه مرکل اولین گل حرفه‌ای خود را در مرحله یک‌هشتم نهایی کوپا ایتالیا در پیروزی ۳–۰ میلان مقابل باری به ثمر رساند. او در مجموع برای میلان ده بازی انجام داد که شش بازی آن در سری آ بود.

### جنوآ
در آغاز فصل ۱۲–۲۰۱۱، مرکل با مبلغ ۵ میلیون یورو، با استفان الشعراوی را در همان نوع قرارداد، با مبلغ ۱۰ میلیون یورو معاوضه شد و به جنوآ پیوست. او اولین بازی رسمی خود را برای جنوآ در پیروزی ۴–۳ مقابل نوچرینا در سومین دور مقدماتی کوپا ایتالیا در ۲۰ اوت ۲۰۱۱ انجام داد. مرکل اولین پاس گل خود را در این فصل به مارکو روسی در تساوی ۲–۲ مقابل یوونتوس داد. در ۱۷ ژانویهٔ ۲۰۱۲، او به صورت قرضی از جنوا به میلان بازگشت. او اولین بازی رسمی خود را با پیراهن میلان در پیروزی مقابل نووارا در دور شانزدهم کوپا ایتالیا ۱۲–۲۰۱۱ در ۱۸ ژانویه انجام داد.

### اودینزه
در ۳ ژانویهٔ ۲۰۱۳، ۵۰ درصد حقوق ثبت قرارداد مرکل (۴ میلیون یورو) و ماساهودو الحسن (۱٫۵ میلیون یورو) به عنوان بخشی از قرارداد آنتونیو فلورو فلورس به اودینزه به مبلغ ۵٫۵ میلیون یورو فروخته شد. در ژوئن ۲۰۱۳ اودینزه آنها را به‌طور کامل با ۱٫۷۸ میلیون یورو دیگر خریداری کرد.

#### واتفورد (قرضی)
در ۳ ژانویهٔ ۲۰۱۴، مرکل به صورت قرضی از اودینزه تا پایان فصل به واتفورد پیوست. مرکل اولین بازی خود را از ابتدا در شکست ۰–۱ مقابل ردینگ در ۱۱ ژانویهٔ ۲۰۱۴ انجام داد، اما در وقت‌های تلف شده نیمهٔ دوم پس از ضربه زدن به نیک بلکمن از بازی اخراج شد. مرکل اولین گل خود را برای واتفورد در برد خانگی ۳–۰ مقابل بارنزلی در ۱۵ مارس ۲۰۱۴ به ثمر رساند.

#### گراس‌هاپر زوریخ (قرضی)
در ۱۴ ژوئیهٔ ۲۰۱۴، مرکل با یک قرارداد قرضی به مدت یک فصل از باشگاه اودینزه، به گراس‌هاپر زوریخ پیوست.

### پیزا
در ۲۱ ژوئیهٔ ۲۰۱۶، مرکل به هم‌تیمی سابق خود در میلان، جنارو گتوزو، که به عنوان سرمربی در پیزا خدمت می‌کرد، پیوست. با این حال، پس از اینکه گتوزو به‌طور ناگهانی باشگاه را در ۳۱ ژوئیهٔ ۲۰۱۶ ترک کرد، قرارداد مرکل در ۱۴ اوت ۲۰۱۶ توسط باشگاه فسخ شد.

### بوخوم
در ۱۵ اوت ۲۰۱۶، مرکل به بوخوم پیوست.

### آدمیرا واکر
در ۵ فوریهٔ ۲۰۱۸، مرکل با باشگاه اتریشی آدمیرا واکر قرارداد امضا کرد. او اولین گل خود را در بازی مقابل ولفسبرگر به ثمر رساند.

### هراکس آلملو
در ۲۹ ژوئیهٔ ۲۰۱۸، مرکل با باشگاه هراکس آلملو قرارداد امضا کرد.

### الفیصلی
در ۱۴ سپتامبر ۲۰۲۰، مرکل با باشگاه الفیصلی که در لیگ حرفه‌ای عربستان حضور داشت، پیوست.

### غازی عینتاب
در ۱۹ اوت ۲۰۲۱، مرکل به باشگاه ترکیه‌ای غازی عینتاب اف. کی پیوست.

### حتا
در ۵ ژوئیهٔ ۲۰۲۳، مرکل با باشگاه حتا که در لیگ برتر امارات حضور داشت، قرارداد امضا کرد.

### نساجی
در ۱۳ سپتامبر ۲۰۲۴ (۲۳ شهریور ۱۴۰۳) الکساندر مرکل با عقد قراردادی به باشگاه نساجی مازندران در لیگ برتر خلیج فارس پیوست.

## عملکرد ملی
مرکل اولین بازی ملی خود را برای زیر ۱۵ سال آلمان در پیروزی ۴–۱ مقابل سوئیس انجام داد و از آن زمان به عنوان نماینده آلمان در تمام سطوح فوتبال بین‌المللی جوانان تا زیر ۱۹ سال حضور داشته است. در مصاحبه‌ای در دسامبر ۲۰۱۰، او اظهار داشت که «رؤیای» این را دارد که روزی برای تیم بزرگسالان بازی کند.
مرکل در مصاحبه دیگری در دسامبر ۲۰۱۰ گفت که علاقه‌مند به بازی برای تیم ملی روسیه است. سرگئی فورسنکو، رئیس اتحادیه فوتبال روسیه و دیک ادووکات، سرمربی روسیه، هر دو اظهار نظر کردند که نمی‌توان او را به تیم ملی دعوت کرد زیرا در واقع او تابعیت روسیه را ندارد. مرکل خاطرنشان کرد که با توجه به اینکه جان رابرت هولدن متولد آمریکا است اما برای تیم ملی بسکتبال روسیه بازی می‌کند، پس نباید در تابعیت مشکلی وجود داشته باشد.
در فوریهٔ ۲۰۱۱، مشاور مرکل، آرتور بک، پدر آندرئاس بک، ملی پوش آلمانی، تمایل مجدد این بازیکن برای حضور در آلمان را تأیید کرد.
در مارس ۲۰۱۵، مرکل تصمیم گرفت برای تیم ملی قزاقستان بازی کند. او اولین بازی خود را در برابر ایسلند در مرحله مقدماتی جام ملت‌های اروپا ۲۰۱۶ انجام داد.

## افتخارات

### باشگاهی

#### آ. ث میلان
- سری آ (۱): ۱۱–۲۰۱۰

#### الفیصلی
- جام پادشاهی عربستان (۱): ۲۱–۲۰۲۰